# Marañóntaggstjärt
Marañóntaggstjärt (Synallaxis maranonica) är en sydamerikansk akut utrotningshotad fågel i familjen ugnfåglar.

## Utseende och läten
Marañóntaggstjärten är en 15,5 cm lång, ostreckad taggstjärt i grått och rostbrunt. Ovansidan är olivbrun och stjärten relativt kort. Undersidan är mycket enhetligt grå, med begränsad fläckning på strupen och en svag olivgrön anstrykning på flankerna. Alla närbesläktade arter i dess utbredningsområde har rostrött på hjässan och svart strupe. Sången beskrivs som ett långsamt "kiweeu keeu", ibland med fem till tio sekunder mellan fraserna.

## Utbredning och status
Fågeln förekommer från södra Ecuador (Zamora Chinchipe) till nordvästra Peru (norra Cajamarca). IUCN kategoriserar arten som akut hotad.